# 披耶披猜

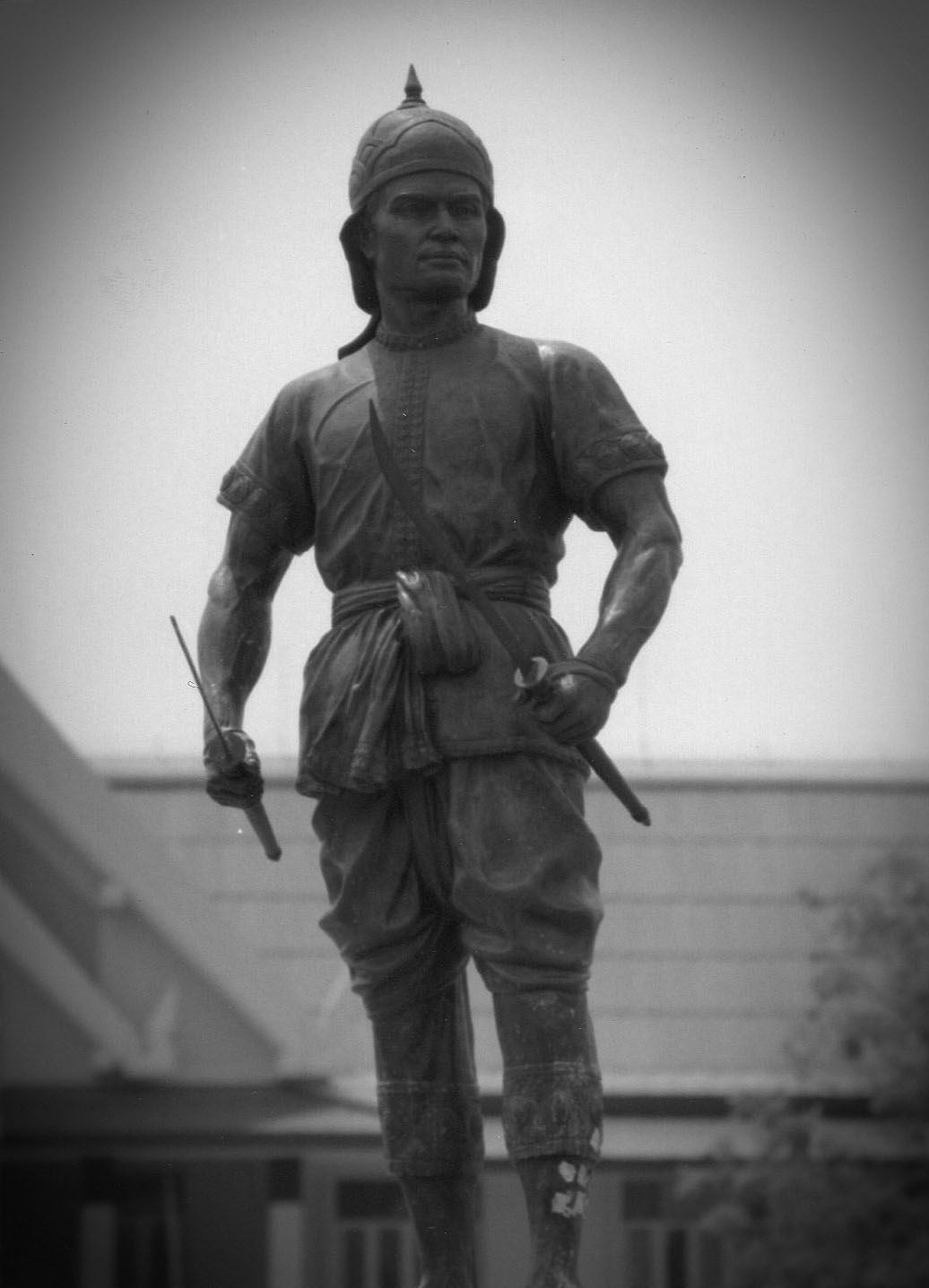
披耶披猜雕像

披耶披猜（1741年—1782年），泰國吞武里王國時期將領。
本名猜（จ้อย），出生在程逸府披猜縣。他的父母身份不詳。當他還是個孩子的時候，就愛好泰拳，曾拜許多老師學習拳法。後來他離開了家鄉學習泰拳，改名為通迪（ทองดี）。因為沒有用檳榔染黑牙齒，他的拳擊教師稱他為「白牙通迪」（ทองดีฟันขาว）。
通迪參加了一次在達府舉辦的拳擊比賽，擊敗了著名拳擊手，當時通迪僅有二十歲。達府府尹披耶達（後來的鄭昭）毫不猶豫地邀請他加入自己的軍隊。通迪答應了，成為披耶達的個人護衛。
當時泰國受到緬甸的侵略。1767年緬甸攻破泰國首都阿瑜陀耶。通迪作為鄭昭軍隊的總指揮官，追隨鄭昭起兵反抗緬甸人，與鄭昭一起將領土逐一自緬甸人手中收復。鄭昭建立吞武里王國後，他被授予「披耶披猜」的爵銜。他與昭披耶·扎克里（後來的拉瑪一世）同為鄭昭最重要的助手。
1773年，緬甸軍隊在內苗·希哈巴迪的率領下攻打披猜。鎮守披猜的披耶披猜率軍與緬甸人展開白刃戰。隨後，在昭披耶·索拉西的幫助下，重創緬甸軍，緬甸人被迫撤退。披耶披猜在此戰中作戰英勇，其所持的兩把達劍都被砍斷，但他仍用泰拳進行戰鬥，因此贏得「斷劍披耶披猜」（พระยาพิชัยดาบหัก）之名。
1782年，鄭昭在一場叛亂中被廢黜，隨後被平定叛亂的昭披耶·扎克里（拉瑪一世）處決。披耶披猜對此十分悲傷，要求拉瑪一世處決自己。拉瑪一世想要赦免他，但被他拒絕了。他唯一要求的是將自己的兒子提拔為國王的護衛，頂替自己的職位，獲得拉瑪一世的允許。隨後，披耶披猜被處決，當時他41歲。
1969年，程逸府議會的門口豎立起他的銅像，以紀念他為國家獨立作出的貢獻。

## 外部連結
- 维基共享资源上的相關多媒體資源：披耶披猜
- พระยาพิชัยดาบหัก - Sabuy Homepage